# 犹太人宽街

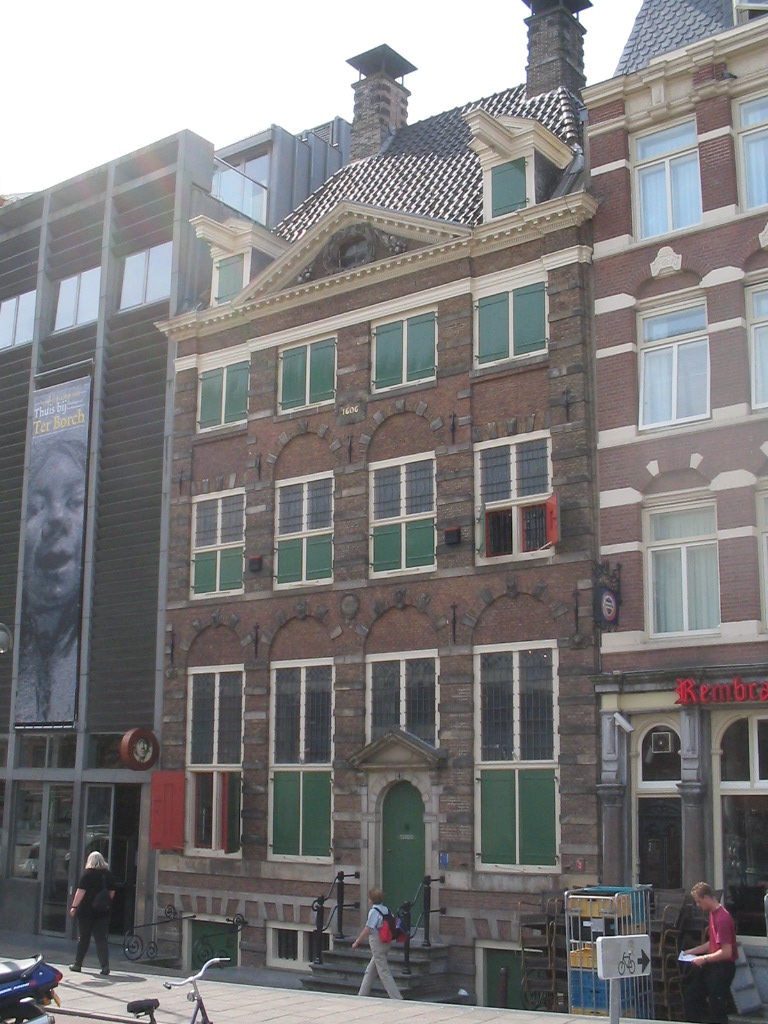
伦勃朗博物馆

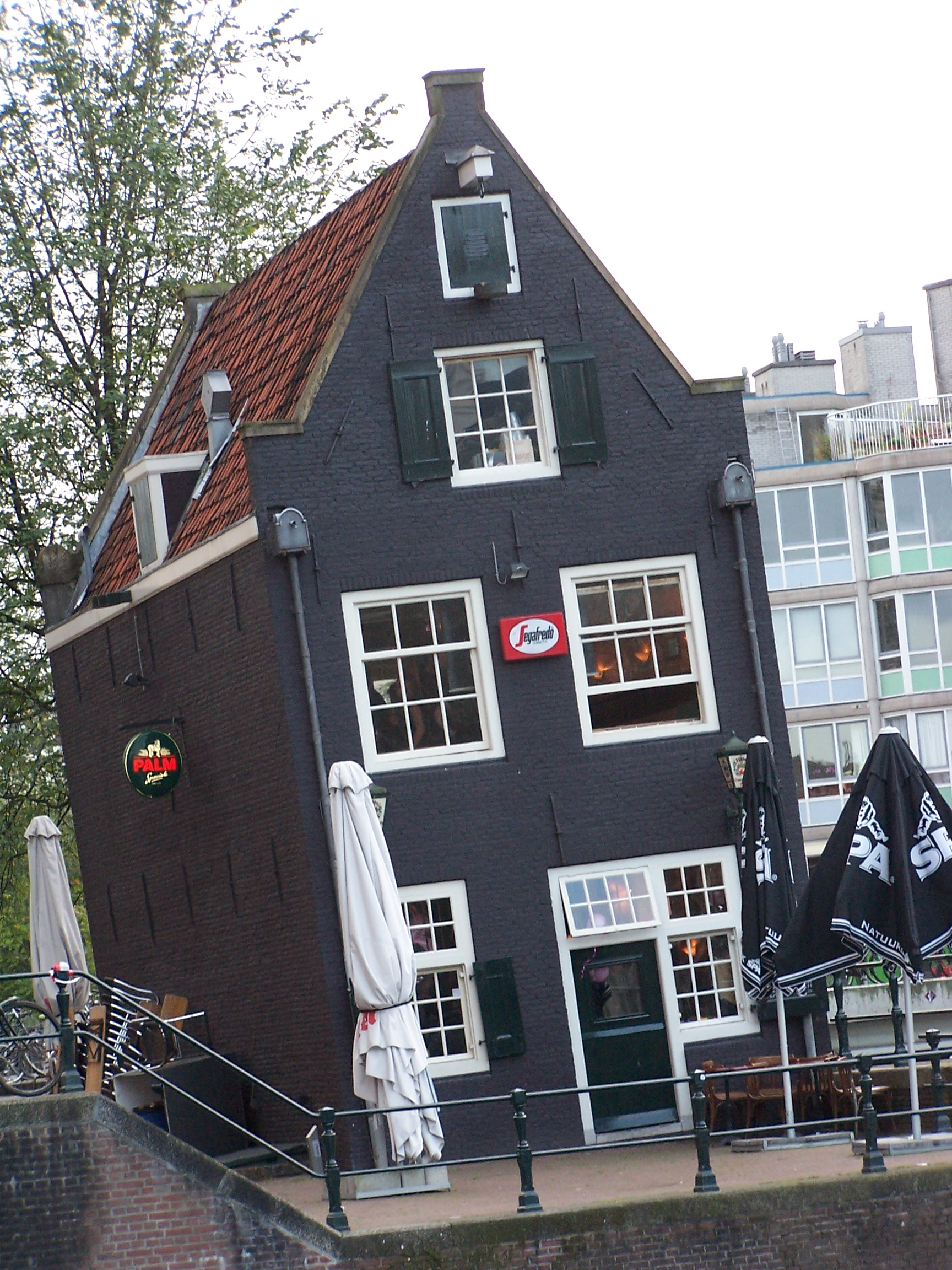
犹太人宽街1号

犹太人宽街（Jodenbreestraat）是荷兰阿姆斯特丹市中心的一条街道。画家伦勃朗从1631年到1635年，以及从1639年到1656年，都住在这条街，其故居保存至今，辟为博物馆。哲学家斯宾诺莎出生的地点，为今日摩西与亚伦教堂所在地。

## 历史
这条街原是圣安东尼宽街（Sint Antoniesbreestraat）的一部分。在17世纪，许多来自葡萄牙和西班牙的犹太移民定居在该街区，在该世纪下半叶，圣安东尼宽街的南段就改称为犹太人宽街。
第二次世界大战期间，德国占领荷兰，许多犹太区的居民被送进集中营并杀害。战后，此街区遭到荒废，许多房屋开始倾塌，并被拆除。在20世纪60年代，市政府宣布计划沿犹太人宽街修建一条高速路，街道下方修建地铁。为了准备建设，拆除沿街道北侧的房屋，犹太人宽街显著加宽。然而，于1975年骚乱后，高速路计划被摒弃。
沿着这条街空旷的北侧，一个巨大的新建筑出现在1971年，占据了整条街道的长度：市长特勒根楼（Burgemeester Tellegenhuis），多次被评选为阿姆斯特丹最丑陋的建筑，最终在1994年拆除，代之以两座大型建筑，一所戏剧学校和市政住房部门。摩西与亚伦教堂位于该街的南端。犹太人宽街后面的滑铁卢广场为跳蚤市场。
52°22′9″N 4°54′11″E / 52.36917°N 4.90306°E